# Écutigny
Écutigny település Franciaországban, Côte-d’Or megyében. Lakosainak száma 79 fő (2022. január 1.). Écutigny Lusigny-sur-Ouche, Saussey, Thomirey, Vic-des-Prés, Bessey-la-Cour és Montceau-et-Écharnant községekkel határos.

## Népesség
A település népességének változása:
| Lakosok száma | 108  | 81   | 85   | 95   | 99   | 88   | 79   | 73   | 75   | 79   |
|               | 1968 | 1982 | 1990 | 2006 | 2013 | 2015 | 2017 | 2019 | 2020 | 2022 |